# Port Alsworth (Alaska)
Port Alsworth es un lugar designado por el censo ubicado en el borough de Lake and Peninsula en el estado estadounidense de Alaska. En el Censo de 2010 tenía una población de 159 habitantes y una densidad poblacional de 2,7 personas por km².

## Geografía
Port Alsworth se encuentra en las coordenadas 60°9′28″N 154°20′26″O / 60.15778, -154.34056. Según la Oficina del Censo de los Estados Unidos, Port Alsworth tiene una superficie total de 58.81 km², de la cual 58.65 km² corresponden a tierra firme y (0.27%) 0.16 km² es agua.

## Demografía
Según el censo de 2010, había 159 personas residiendo en Port Alsworth. La densidad de población era de 2,7 hab./km². De los 159 habitantes, Port Alsworth estaba compuesto por el 67.92% blancos, el 4.4% eran afroamericanos, el 21.38% eran amerindios, el 0.63% eran asiáticos, el 0% eran isleños del Pacífico, el 0% eran de otras razas y el 5.66% pertenecían a dos o más razas. Del total de la población el 10.06% eran hispanos o latinos de cualquier raza.